# Jan Vacek
Jan Vacek (Praga, 10 de mayo de 1976) es un jugador profesional de tenis checo. Hasta el momento consiguió un título de sencillos, logrado en el 2001 y su mejor posición en el ranking fue Nº61 del mundo.

## Títulos

### Individuales
| Leyenda                |
| Grand Slam (0)         |
| Tennis Masters Cup (0) |
| ATP Masters Series (0) |
| ATP Tour (1)           |

| N.º | Fecha                    | Torneo          | Superficie | Oponente en la final | Resultado      |
| --- | ------------------------ | --------------- | ---------- | -------------------- | -------------- |
| 1.  | 17 de septiembre de 2001 | Costa do Sauipe | Dura       | Fernando Meligeni    | 2-6 7-6(2) 6-3 |

### Finalista en dobles
- 2004: 's-Hertogenbosch (junto a Lars Burgsmüller pierden ante Martin Damm y Cyril Suk)